# Чон Духван
Чон Духван (кореј. 전두환; Хапчон, 18. јануар 1931 — Сеул, 23. новембар 2021) био је јужнокорејски политичар који је био председник Јужне Кореје од 1980. до 1988. године.